# Генрих II (ландграф Гессена)

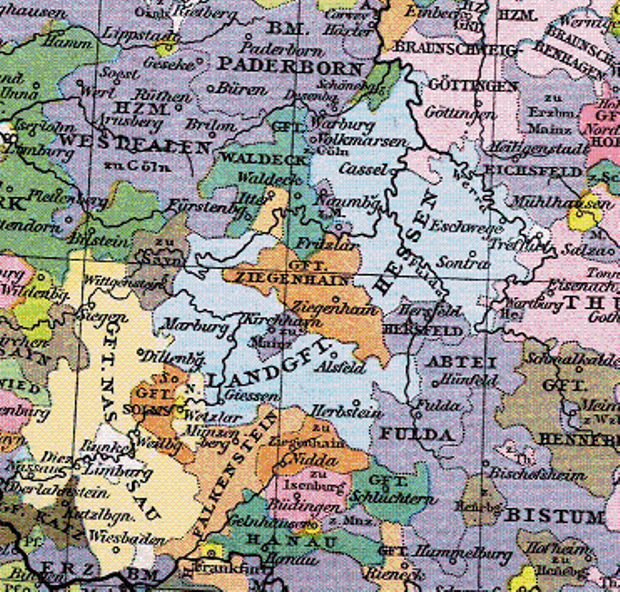
Ландграфство Гессен во 2-й пол. XIV в.

Генрих II Железный (нем. Heinrich II. der Eiserne; 1299 — 3 июня 1376) — ландграф Гессена с 1328 года. Сын Оттона I Гессенского и Адельгейды фон Равенсбург.
Был женат на Елизавете Тюрингской, дочери мейсенского маркграфа Фридриха I. У них было пятеро детей:
- Оттон Младший (1322—1366)
- Адельгейда (1323/1324 — 1370), замужем за Казимиром III Польским
- Елизавета (1329—1390), жена Эрнста I Брауншвейг-Гёттингенского
- Ютта
- Маргарита.

В 1366 году после смерти Оттона Младшего соправителем и наследником Генриха II был объявлен его племянник Герман. Из-за этого началась война с другим племянником, Оттоном Брауншвейгским, и чтобы покрыть военные расходы, Генрих Железный увеличил пошлину на импортные товары.